# Zamek w Gosławicach
Zamek w Gosławicach – zamek z XV wieku położony w Gosławicach (obecnie w granicach administracyjnych Konina) nad Jeziorem Gosławskim. 

## Historia
Zamek został zbudowany w latach 1418-1426 z inicjatywy biskupa Andrzeja Łaskarza wraz z gotyckim kościołem. Z badań archeologicznych wynika, że zamek został zniszczony w połowie XVII wieku w okresie „potopu szwedzkiego”. W 1772 obiekt trafił w ręce Jadwigi Łąckiej, a później rodu Kwileckich. 
W 1838 roku rozpoczęto budowę spichlerza usytuowanego pomiędzy kościołem a zamkiem. Zamek został częściowo przerobiony na (w zależności od źródła) browar lub gorzelnię. W wyniku zaniedbań w latach międzywojennych zamek był w stanie ruiny. Zamek wyremontowano w okresie PRL w latach 1978-1986. Od 30 listopada 1986 udostępniony zwiedzającym jako siedziba Muzeum Okręgowego w Koninie.
Nieopodal zamku urządzono niewielki skansen, w którym można obejrzeć m.in. wiatraki-koźlaki.

## Architektura
Zamek składa się z dwóch równoległych budynków mieszkalnych otoczonych murem, w którego narożnikach zbudowano wieżyczki na stanowiska strzelnicze. Obronność zamku zwiększała fosa.

## Legenda
Według podań ma tam straszyć duch byłego właściciela zamku - Mikołaj Gardzina Lubrański herbu Godziemba, wojewoda kaliski i poznański. Wśród okolicznej ludności miał być znany ze swojego okrucieństwa i bezwzględności. Duch Lubrańskiego miał się pojawiać w Zamku i okolicach pod postacią mężczyzny ogarniętego płomieniami, wydającego nieludzkie okrzyki, co miało być formą kary za grzechy.

## Galeria

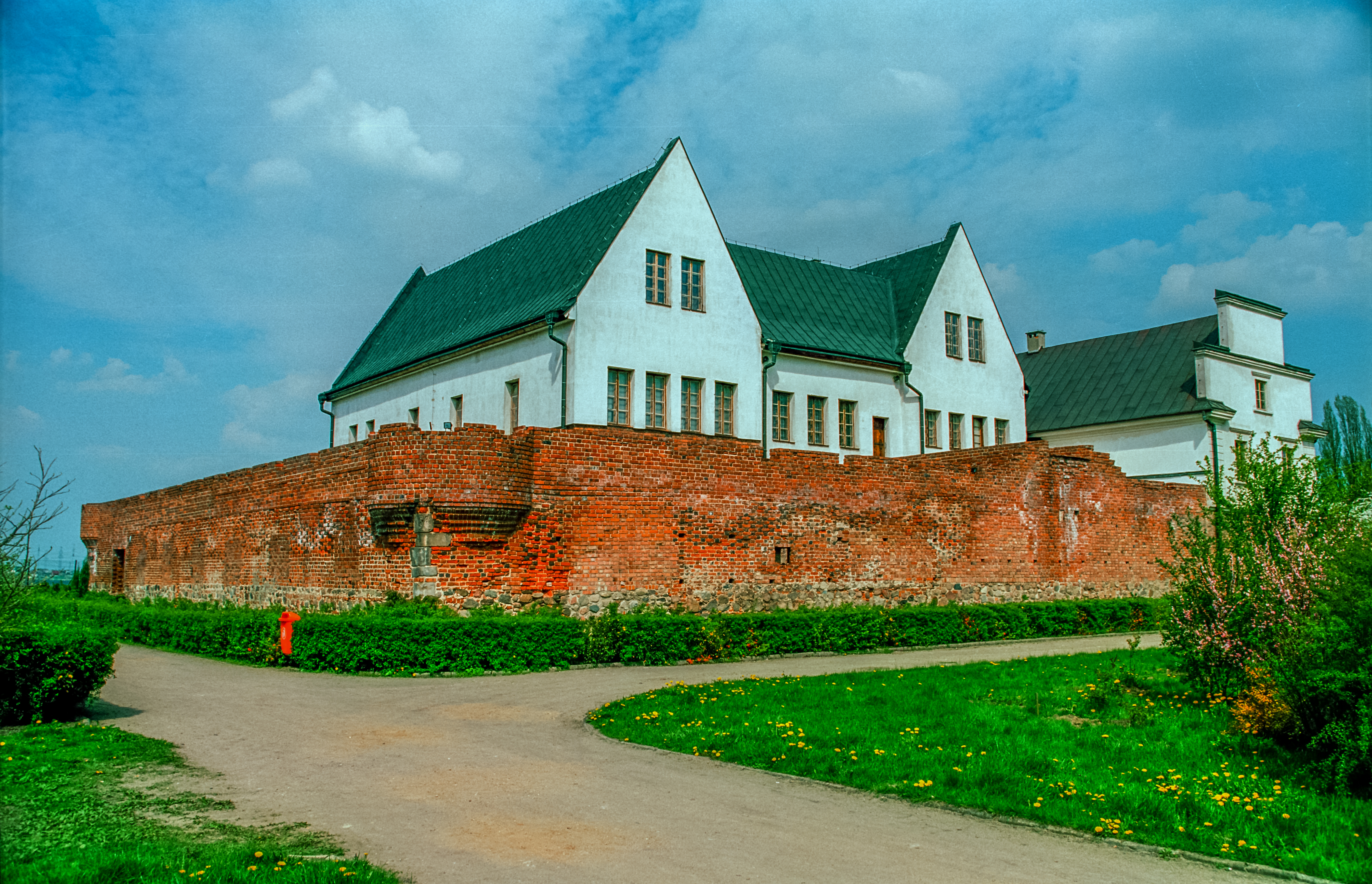
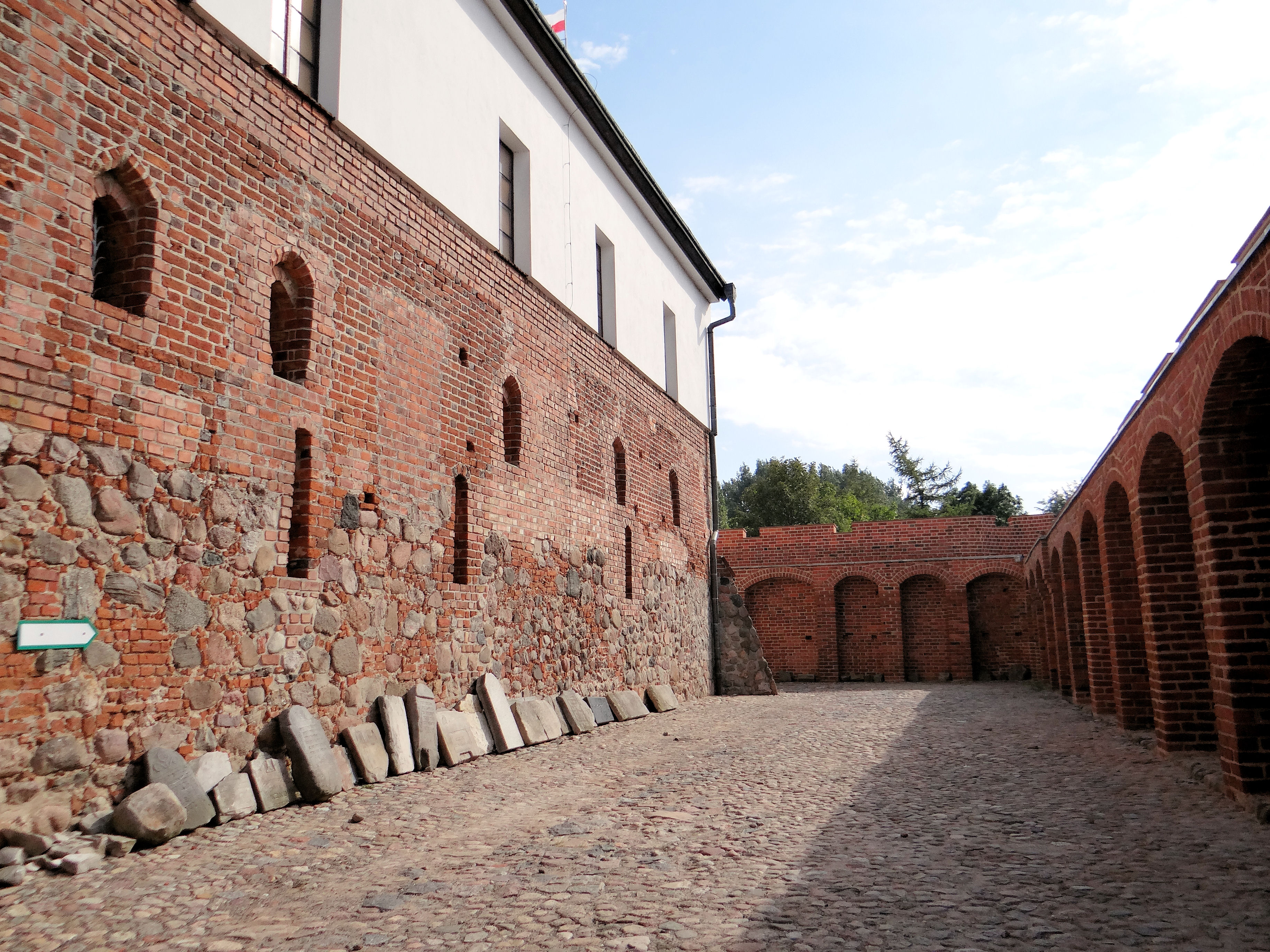